# レイルロード・タイガー
『レイルロード・タイガー』（原題：鉄道飛虎）は、2016年に公開されたジャッキー・チェン主演の中国映画。
1954年に発表された劉知侠の大衆小説『鉄道遊撃隊』を映画化した1956年の同名作品のリメイク的作品で、日中戦争下の1941年の中国を舞台としたアクション・コメディ映画。

## ストーリー
1941年の中国山東省。レイルロード・タイガースなるゲリラ組織を率いる鉄道員マー・ユエン（ジャッキー・チェン）。もっとも彼らが普段やっていることといえば、鉄道内から日本軍の物資をくすねるくらい。ところがあるとき仲間の負傷兵から軍事的要衝の鉄道橋爆破を託される。これまでとは次元の異なる命がけの大作戦に、はたしてマーとレイルロード・タイガースはどう挑むのか。

## キャスト
- マー・ユエン：ジャッキー・チェン（石丸博也）
- 山口：池内博之
- ダーハイ：ファン・ズータオ（前野智昭）
- ファン・チュアン：ワン・カイ（高橋広樹）
- ダーグオ：ワン・ダールー（水越健）
- ダークイ：サン・ピン（木内太郎）
- シャオフウ：ン・ウィンラン（関口雄吾）
- チン：シュイ・ファン（今泉葉子）
- 由子：ジャン・ランシン（本田貴子）
- シンエル：チャン・イーシャン（森なな子）
- ルイ：ジェイシー・チェン（加瀬康之）
- 佐々木：矢野浩二
- サンライズ：劉頔（須田祐介）
- ホアン・イーフォン：那威（拝真之介）
- バンシエン：何偉（宮本誉之）
- 坂本：耿長軍（中村和正）
- 先生：アンディ・ラウ（井上和彦）

## スタッフ
- 監督・脚本・編集：ディン・シェン
- 脚本：ホー・カーカー
- 撮影：ディン・ユー
- 美術：フォン・リーガン
- 衣装：ワン・イー
- アクション監督：ホー・ジュン

日本語吹き替え版スタッフ
- 演出：市来満
- 翻訳：李静華（東北新社）
- 調整・録音：大谷征央
- 制作進行：江坂侑子
- SpecialThanks
  - 大成龍祭2011、タァイヤッ南田、宮島和宏、プロジェクト遊の皆様、ジャッキーちゃん
- エクゼクティブ・プロデューサー：長谷川祐介、五島文嘉（プレシディオ）
- 配給：プレシディオ
- 宣伝：ヨアケ